# Kaniža (Słowenia)
Kaniža – wieś w Słowenii, w gminie Šentilj. W 2018 roku liczyła 224 mieszkańców.